# Evasterias troscheli
Evasterias troscheli är en sjöstjärneart som först beskrevs av William Stimpson 1862.  Evasterias troscheli ingår i släktet Evasterias och familjen trollsjöstjärnor. Inga underarter finns listade i Catalogue of Life.